# Município de Freedom (condado de Portage, Ohio)
Localização do Ohio nos E.U.A.
O município de Freedom (em inglês: Freedom Township) é um município localizado no condado de Portage no estado estadounidense de Ohio. No ano de 2010 tinha uma população de 2843 habitantes e uma densidade populacional de 45,86 pessoas por km².

## Geografia
O município de Freedom encontra-se localizado nas coordenadas 41° 14′ 23″ N, 81° 08′ 49″ O. Segundo o Departamento do Censo dos Estados Unidos, o município tem uma superfície total de 62 km², da qual 61,65 km² correspondem a terra firme e (0,56 %) 0,35 km² é água.

## Demografia
Segundo o censo de 2010, tinha 2843 pessoas residindo no município de Freedom. A densidade populacional era de 45,86 hab./km².